# Gregory B. Rudgers
Gregory B. Rudgers (16 juli 1948) is een Amerikaans componist, muziekpedagoog, dirigent, muziekrecensent en trompettist.

## Levensloop
Rudgers studeerde aan het Ithaca College School of Music, Ithaca, het Elmira College in Elmira. Verder studeerde hij aan de Northwestern-universiteit in Evanston. Hij werkte als muziekdocent aan openbare scholen en werd later docent aan zijn Alma Mater, de Ithaca College School of Music. 
Als dirigent werkte hij met orkesten, harmonieorkesten, een 150 muzikanten tellende marchingband en jazzbands. Als gastdirigent was hij bezig bij meer dan 100 harmonieorkesten in het Noordoosten van de Verenigde Staten en verzorgde in 2003 als dirigent de première van zijn bewerking van Diez Melodias Vascas van de Spaanse componist Jesús Guridi met het Ithaca College Wind Ensemble. 
Als muziekrecensent schrijft hij artikelen voor bekende Amerikaanse muziekmagazines zoals The Instrumentalist, Music Educator's Journal, The School Music News en Teaching Music. Hij is als trompettist verbonden aan de Ithaca Community Concert Band.
De componist Rudgers schrijft werken voor diverse genres zoals strijkorkest, kamermuziek, maar vooral voor harmonieorkest. Hij is lid van de New York State Music Association en de New York State School Band Director's Association. 

## Composities

### Werken voor harmonieorkest
- 2008 Iroquois Sunrise
- 2009 Chanson for Christmas - gebaseerd op "Un flambeau, Jeannette, Isabelle"
- 2009 Gilgamesh
- 2009 Night Fantasy, voor basklarinet en harmonieorkest
- 2012 Crown and Scepter
- Central Park Sketches
- From this Valley (Fantasy on "Red River Valley")
- Guardians of the Seas
- ICB (Intrada, Chorale, and Bagatelle)
- Metro
- March of the Syncopated Penguins
- Niagara
- Northwest Adagio
- Old Dan Tucker Fantasy
- Riders to Stonehenge
- Robot Madness
- September Ballade
- Songs of the Basque
- Spirits Bright
- Two Hundred B.C.
  1. Intrada
  2. Ballad
  3. Dance
  4. March

### Kamermuziek
- Ballade, voor klarinet en piano